# John F. Gunion
John Francis Gunion (* 21. Juli 1943 in Washington, D.C.) ist ein US-amerikanischer Physiker, der sich mit theoretischer Elementarteilchenphysik befasst.
Gunion studierte an der Cornell University mit dem Bachelor-Abschluss 1965 und 1968 seinen Master-Abschluss an der University of California, Davis, an der er 1970 promoviert wurde. Als Post-Doktorand war er am SLAC und am MIT. 1973 wurde er Assistant Professor und danach Associate Professor an der University of Pittsburgh und 1978 wurde er Professor an der University of California, Davis. 2017 wurde er als Distinguished Professor emeritiert.
Er leitete die Theoriegruppe in Hochenergiephysik des Department of Energy und initiierte die High Energy Frontier Theory Initiative.
Er befasste sich früh mit experimentellen Signaturen und Strategien zur Suche nach dem Higgs, was dadurch gewürdigt wurde, dass er in die CMS-Kollaboration am Large Hadron Collider aufgenommen wurde. Diese entdeckte das Higgs mit der ATLAS-Kollaboration und Gunion war Ko-Autor des Aufsatzes, in dem die CMS-Kollaboration ihre Entdeckung mitteilte. Er ist Ko-Autor eines einflussreichen Handbuchs zur Higgsteilchen-Suche.
Er befasst sich zurzeit mit erweiterten Modellen des Higgs (Physik jenseits des Standardmodells) und Experimenten, die darüber Klarheit verschaffen könnten.
2017 erhielt er den Sakurai-Preis für fundamentale Beiträge zu den Eigenschaften, Reaktionen und Signaturen des Higgs-Bosons (Laudatio). 1974 bis 1978 war er Sloan Research Fellow und 1989 wurde er Fellow der American Physical Society. 2000 war er Schrödinger Professor am Schrödinger-Institut der Universität Wien. Er ist Mitglied der American Association for the Advancement of Science.

## Schriften
- mit Howard Haber, Gordon L. Kane, Sally Dawson: The Higg`s Hunters Guide,  Addison-Wesley 1990, Westview Press 2000